# Comitato Olimpico Nazionale Ucraino
Il Comitato Olimpico Nazionale Ucraino (in ucraino Нацiональний олiмпiйський комiтет України?, Nacional'nyj olimpijs'kyj komitet Ukrajiny) è un'organizzazione sportiva ucraina, nata nel 1992 a Kiev.
Rappresenta questa nazione presso il Comitato Olimpico Internazionale (CIO) dal 1993 ed ha lo scopo di curare l'organizzazione ed il potenziamento dello sport in Ucraina e, in particolare, la preparazione degli atleti ucraini, per consentire loro la partecipazione ai Giochi olimpici. Il comitato, inoltre, fa parte dei Comitati Olimpici Europei.
L'attuale presidente dell'organizzazione è Sergey Bubka, mentre la carica di segretario generale è occupata da Volodymyr Gerashchenko.